# Zèko
Zèko ist ein Arrondissement im Departement Zou im westafrikanischen Staat Benin. Es ist eine Verwaltungseinheit, die der Gerichtsbarkeit der Kommune Za-Kpota untersteht.

## Demografie und Verwaltung
Gemäß der Volkszählung 2013 des beninischen Statistikamtes INSAE hatte das Arrondissement 9670 Einwohner, davon waren 4469 männlich und 5201 weiblich.
Von den 69 Dörfern und Quartieren der Kommune Za-Kpota entfallen fünf auf Zèko:
1. Adawémè
2. Adjoko
3. Agongbo
4. Dantota
5. Zéko